# Hüttschlag
Hüttschlag ist eine Gemeinde mit 893 Einwohnern (Stand 1. Jänner 2024) im Bezirk St. Johann im Pongau im Land Salzburg. Hüttschlag hat Anteile am Nationalpark Hohe Tauern und ist Teil der Bergsteigerdörfer-Initiative des ÖAV.

## Geografie

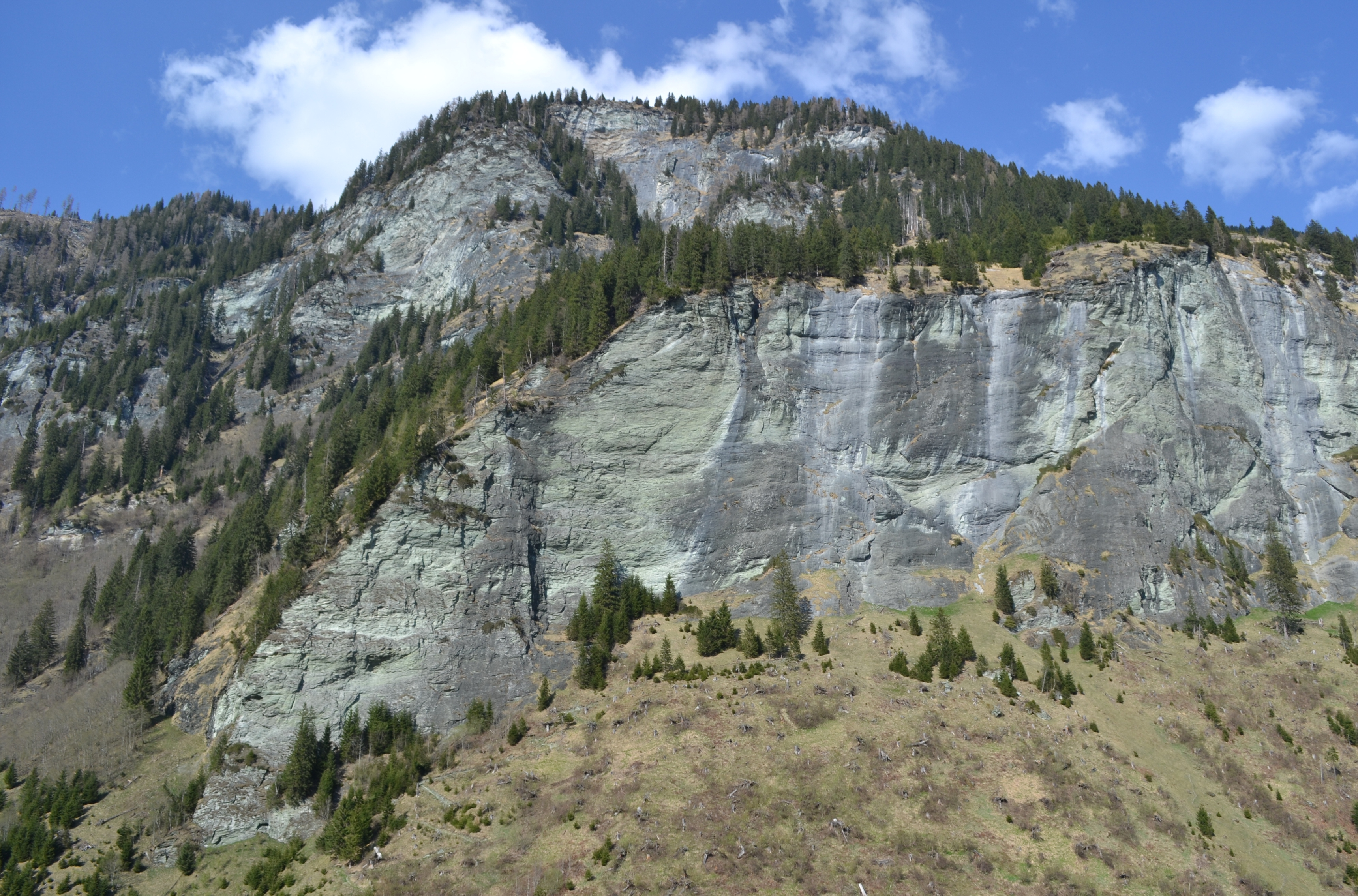
Felswand in Hüttschlag

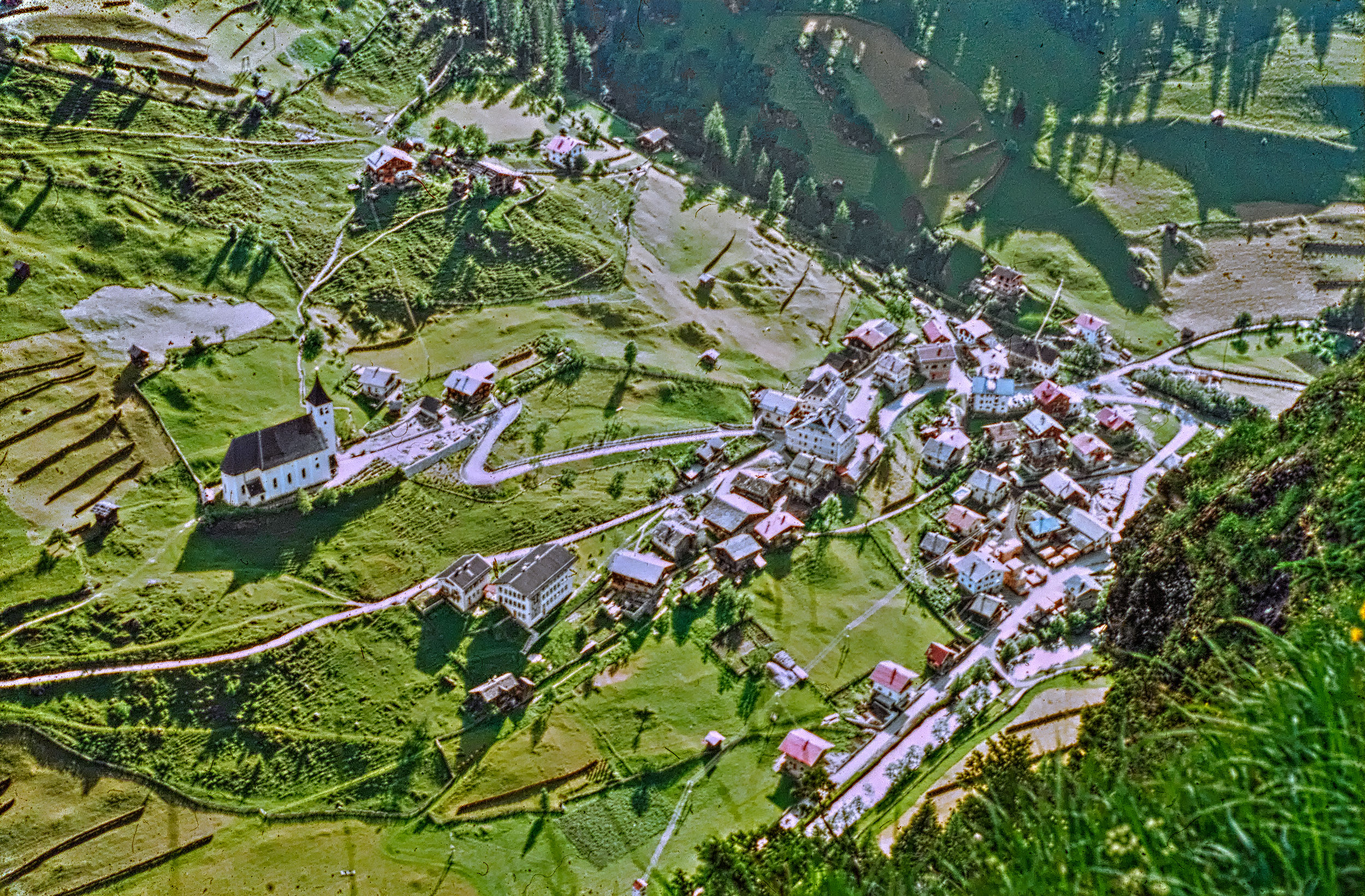
Blick auf Hüttschlag von der Felswand (1965)

Die Gemeinde liegt ca. 8 km südlich von Großarl im Großarltal im Pongau im Salzburger Land, rund 70 km südlich von der Stadt Salzburg. Höchste Erhebung in Hüttschlag ist der Keeskogel (2884 m). Dies ist auch der einzige Gletscher im Großarltal.

### Gemeindegliederung
Das Gemeindegebiet umfasst folgende drei Ortschaften (in Klammern Einwohnerzahl Stand 1. Jänner 2024), die zugleich Katastralgemeinden sind:
- Hüttschlag (605)
- Karteis (182)
- See (106)

### Nachbargemeinden
| Großarl     | Großarl                                     | Kleinarl |
| Bad Gastein | Kompassrose, die auf Nachbargemeinden zeigt | Kleinarl |
| Bad Gastein | Malta                                       | Muhr     |

## Geschichte
Um 930 n. Chr. wurde das Gebiet des Großarltals erstmals in einer Urkunde erwähnt. Um das Jahr 1000 wurde das Erzbistum Salzburg Grundherr und seit dem späten 14. Jahrhundert auch Salzburger Landesherr. 1672 wurde das Tal ein selbständiger Landgerichtsbezirk. Von 1805 bis 1810 und seit 1816 gehört der Ort zu Österreich.

### 400 bis 800
Laut Überlieferung drangen um diese Zeit Slawen aus Kärnten und dem Lungau kommend ins Tal ein. Mehrere Ortsnamen wie Klettn, Karteis, Schrambach, Tofern oder Moritzen sind slawischen Ursprungs. Die später eindringenden Bajuwaren verdrängten die Slawen, es soll dabei öfters zu kriegerischen Handlungen, besonders im Tappenkar- und Bundschuhgebiet gekommen sein. Danach behielten die Bajuwaren die Oberhand.

### 12. Jahrhundert
Die Bevölkerung des damals noch zu Bayern gehörenden Erzbistums Salzburg wuchs ständig und die Bauern waren nicht mehr in der Lage, die Menschen zu ernähren. Erzbischof Konrad regte daher an, weiteres Land zu roden und dadurch nutzbar zu machen.
Flächen im subalpinen Raum wurden schon von alten Zeiten her teilweise als Almböden benützt, der tiefer gelegene Bereich war vielfach noch stark bewaldet. Bald aber schlugen sich erste Siedler Pfade und Wege ins Tal. Sie suchten vorerst die besten und vor allem sonnigsten Plätze, um dort die sogenannten Asten zu errichten und ihre Haustiere vor Bär und Luchs zu schützen. Eine solche Aste war auch Asthütten.
Auf der linken Talseite der Klamm soll um 1330 angeblich der erste Steig ins Großarltal entstanden sein.

### 20. und 21. Jahrhundert
Seit 1991 hat Hüttschlag Anteile am Nationalpark Hohe Tauern. Das Wanderangebot lockt Touristen nach Hüttschlag. Der Tourismus entwickelt sich neben Klein- und Mittelbetrieben zum wirtschaftlichen Standbein von Hüttschlag. Seit 2008 ist Hüttschlag Teil der ÖAV-Initiative Bergsteigerdörfer, die sich zum Ziel gesetzt hat, nachhaltigen Tourismus zu fördern.

### Bergbau
Bereits im 14. und 15. Jahrhundert soll in Hüttschlag Kupfer- und Schwefelbergbau betrieben worden sein. In den ältesten Stollen sind noch Spuren von Holzkeilen, Schrammeisen und Spitzhacken zu sehen. Die Verschmelzung des Erzes war anfänglich in der Hütteggalm. In der Wolfau befanden sich größere Aufbereitungs- und Schmelzanlagen. Eine Naturkatastrophe im Jahre 1517 verschüttete und vernichtete diese Anlagen vollständig (Hubalmbach). Der Bergbau versprach jedoch ergiebiger zu werden und so beschloss man größere Anlagen im heutigen Ortsbereich von Hüttschlag zu errichten. Um 1520 entstanden dann die große Kupferschmelzhütte mit fünf Öfen, acht Schwefelöfen und die gesamten Aufbereitungsanlagen. Ferner entstanden um diese viele Gebäude, die zum Teil heute noch in ihrer Ursprünglichkeit erhalten sind. Der Bergbau brachte für Hüttschlag eine wirtschaftliche Blütezeit. Des Öfteren wurde in damals bäuerlichen Kreisen davon gesprochen, dass die Bergknappen „heikle Mäuler“ hätten.
1863 endete unter dem letzten Bergwerksverweser Franz Guggenbichler der Bergbau in Hüttschlag. Viele Bergknappen wanderten mit ihren Familien ab und suchten sich woanders eine Anstellung. Nach Beendigung des Bergbaus verarmte das Tal zusehends. Die Einwohnerzahl sank von ca. 2000 auf 470. Der Haupterwerb musste auf Land- und Forstwirtschaft umgestellt werden. Der Ort hat dem Bergbau den Namen zu verdanken, er leitet sich von Hütte oder Schmelzhütte und Schlag, Rodung ab.
Mit dem Bergbau kam auch der protestantische Glaube nach Hüttschlag. Bereits im 17. Jahrhundert wurde er durch auswärtige Bergknappen ins Großarltal gebracht und verbreitete sich sehr rasch. Insgesamt mussten infolge der Protestantenvertreibungen 1100 Menschen das Tal verlassen. Die meisten wanderten nach Ostpreußen und nach Norddeutschland aus. Der damalige Karteisenwirt soll der Anführer der Protestanten im Tal gewesen sein.

### Schulwesen
Des Lesens und Schreibens mächtige Bergwerksfunktionäre setzten sich dafür ein, in diesem Bergwerksort eine Schule zu errichten. 1755 konnte dann erstmals der Unterricht im Mesnerhaus aufgenommen werden. Erster Lehrer war der damalige Mesner Max Paumann. Wegen zunehmender Schülerzahl im anfänglichen Sonntagsunterricht musste die Mesnerstube dann mehrmals umgebaut und erweitert werden, bis schließlich 1831 und 1905 je ein Klassenraum dazugebaut wurde. Die höchste Schülerzahl dieser alten Schule, in der 205 Jahre unterrichtet wurde, betrug 165. In den Jahren 1958 bis 1960 wurde schließlich eine neue Volksschule errichtet. In der Zeit von 1940 bis 1972 bestand zusätzlich die Maurachschule. Im Jahre 1990 errichtet die Gemeinde einen Kindergarten den im ersten Jahr dann bis zu 15 Kinder besuchen konnten. Im Jahr 2019 wurde die Volksschule Hüttschlag grundsaniert und zeitgemäß erweitert. Moderne, zeitgerechte Ausstattung und Technik fanden Verwendung. Ebenso wurde eine großzügige Erweiterung des Turnsaales umgesetzt. Dieser entspricht nun den derzeitigen Anforderungen und er kann auch von der Gemeinde für diverse Veranstaltungen im kulturellen Bereich genützt werden. Zugleich wurde am Gebäudekomplex auch der Kindergarten erweitert und von Grund auf neu gestaltet. So können die jungen Hüttschlager Familien in ihrem Ort auf ausgezeichnete Kinderbetreuung zugreifen, da auch Platz für eine Krabbelgruppe mit allen notwendigen Räumlichkeiten zugleich geschaffen wurde.

## Politik

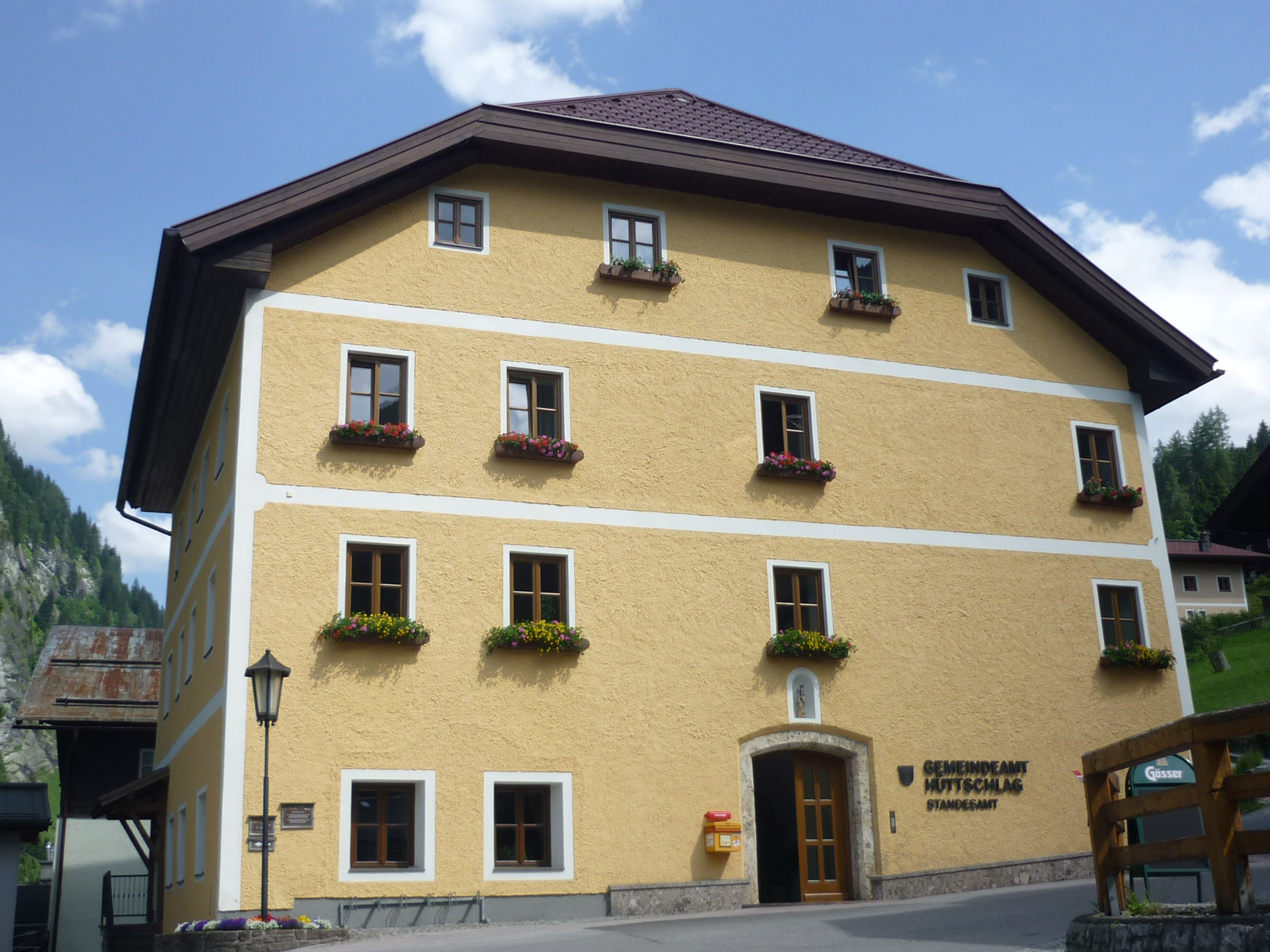
Gemeindeamt

### Gemeinderat
| Gemeinderatswahl 2024Wahlbeteiligung: 84,5 % 706050403020100 60,3 % (−7,8 %p)39,7 % (+7,8 %p) ÖVPSPÖ20192024 |

Die Gemeindevertretung hat 13 Mitglieder.
- Mit den Gemeindevertretungs- und Bürgermeisterwahlen in Salzburg 2004 hatte die Gemeindevertretung folgende Verteilung: 9 ÖVP und 4 SPÖ.
- Mit den Gemeindevertretungs- und Bürgermeisterwahlen in Salzburg 2009 hatte die Gemeindevertretung folgende Verteilung: 7 ÖVP und 6 SPÖ.
- Mit den Gemeindevertretungs- und Bürgermeisterwahlen in Salzburg 2014 hatte die Gemeindevertretung folgende Verteilung: 8 ÖVP und 5 SPÖ.
- Mit den Gemeindevertretungs- und Bürgermeisterwahlen in Salzburg 2019 hatte die Gemeindevertretung folgende Verteilung: 9 ÖVP und 4 SPÖ.
- Mit den Gemeindevertretungs- und Bürgermeisterwahlen in Salzburg 2024 hat die Gemeindevertretung folgende Verteilung: 8 ÖVP und 5 SPÖ.[4]

### Bürgermeister
- 1974–1987 Rupert Schaidreiter (ÖVP)[5]
- 1987–2009 Josef Lederer (ÖVP)[6]
- seit 2009 Hans Toferer (ÖVP)[7]

### Wappen
In Silber ein unten mit rotem Kreuz besetzter roter Ring, durchsteckt von einem blauen Hammer und einem ebensolchen Schlägel an gekreuzten schwarzen Stielen werden am Wappen von Hüttschlag abgebildet.
Das Bild «♀» im Wappen steht für Kupfer (bergmännisch-alchemisches  Zeichen).

### Gemeindepartnerschaften
- 1989 Borken, Deutschland

## Kultur und Sehenswürdigkeiten

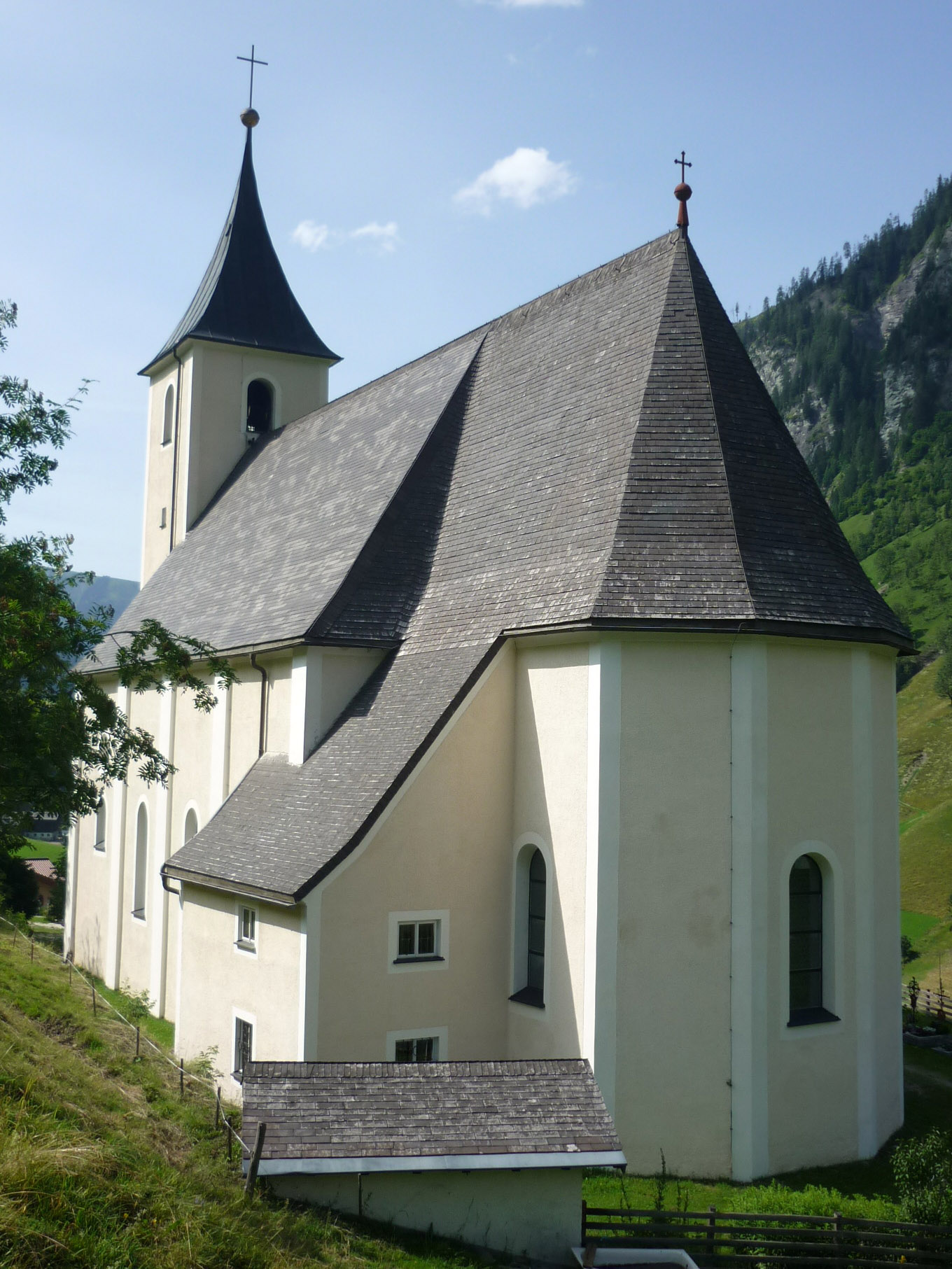
Pfarrkirche Hüttschlag

- Katholische Pfarrkirche Hüttschlag hl. Josef
- Talmuseum und Gasthof Talwirt mit Nationalpark Info-Zentrum[8]
- Kapellenwanderweg Liste der Kapellen im Großarltal

### Volkskultur
Die Hüttschlager legen großen Wert auf Volkskultur und Brauchtum. Es bestehen viele Vereine, die die althergebrachten Bräuche erhalten, so u. a. die Trachtenmusikkapelle Hüttschlag, die Bauernschützen Hüttschlag, die Klöcker und Herreiter, die Freiwillige Feuerwehr Hüttschlag, die Bergrettung Hüttschlag, der Kameradschaftsbund Hüttschlag.

### Regelmäßige Veranstaltungen
- Salzburger Bergadvent
- Blasius Schlenkerfahrt
- Pfingstfest
- Bauernherbst-Eröffnung und Kirchtag

## Wirtschaft
Über die Jahre haben sich in Hüttschlag mehrere Klein- und Mittelbetriebe angesiedelt. Sie wurden zu bedeutenden Arbeitgebern für die Einwohner. Gerade in den letzten Jahren bekam Hüttschlag im Gewerbe einige Betriebe und Arbeitsplätze dazu.

### Tourismus
Ein weiteres Standbein ist der Tourismus. Drei Hotels und weitere Vermieter in jeder Unterkunftskategorie haben rund 550 Gästebetten. Gemeinsam mit Großarl gehört Hüttschlag zur Urlaubsregion Großarltal dem "Tal der Almen"
Sommertourismus
Das Wandern und Bergsteigen steht im Sommer im touristischen Mittelpunkt von Hüttschlag. Das Großarltal hat aufgrund seiner höchsten Dichte an bewirtschafteten Almen im Land Salzburg den Beinamen „Das Tal der Almen“ erhalten. Das Großarltal bietet rund 400 km markierte Wanderwege in jeder Schwierigkeitsstufe und ca. 40 bewirtschafteten Almen. Weitere Aktivitäten in Hüttschlag sind Mountainbiken, Klettern oder Fischen. Ebenso gibt es einen Spielplatz, einen Sportplatz sowie einen Beachvolleyball-Platz.
Wintertourismus

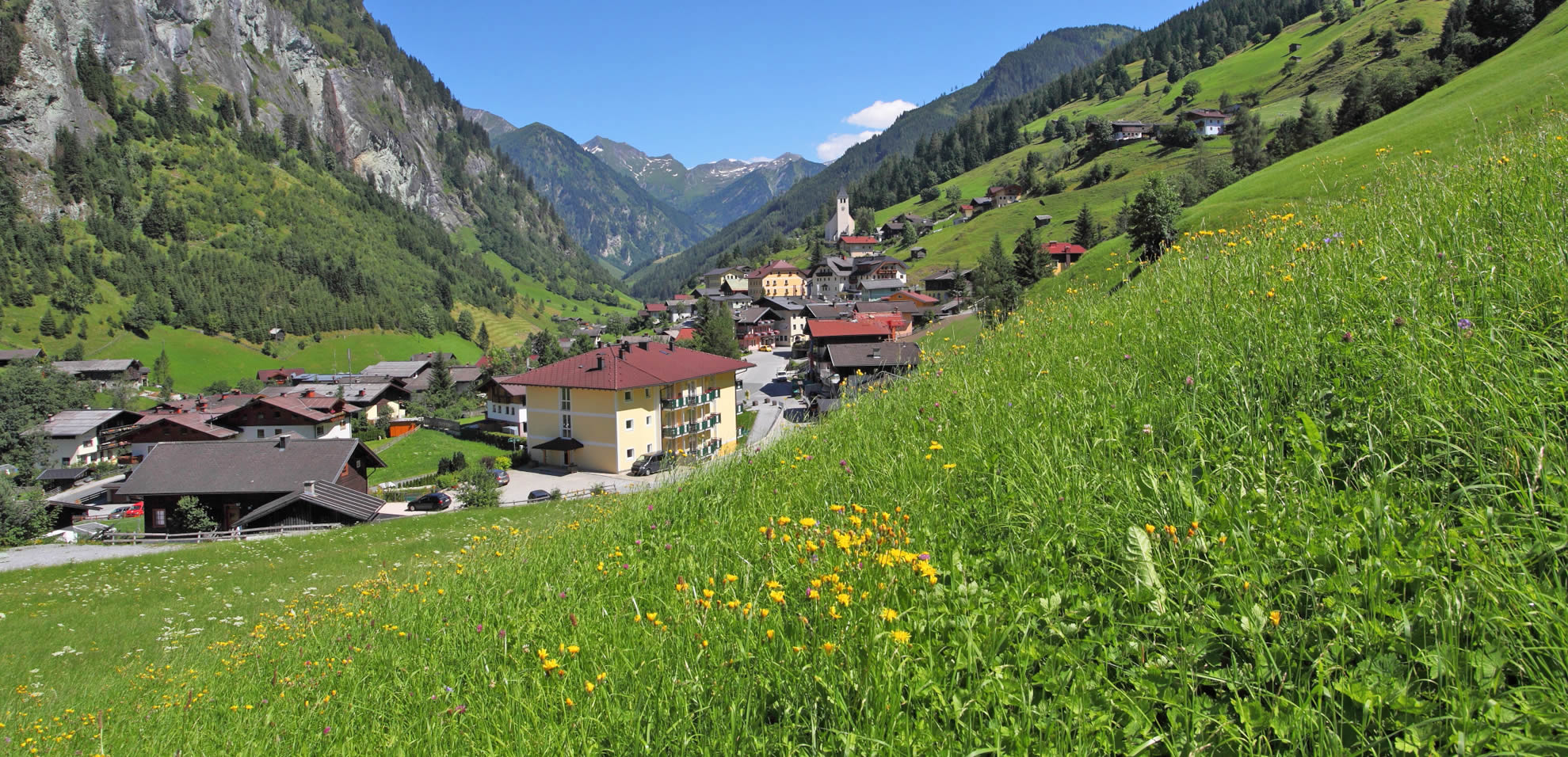
Blick auf das Bergsteigerdorf Hüttschlag im Großarltal. Im Bild das Hotel & Aparthotel Almrösl, einer der Gastronomiebetriebe im Ort.

Ein kostenloser Skibus bringt die Gäste zur Skischaukel Großarltal-Dorfgastein, die mitten von Ski amadé liegt. Dort gibt es rund 80 Pistenkilometer und zahlreiche moderne Aufstiegshilfen. Ebenso werden in Hüttschlag folgende Aktivitäten im Winter angeboten: Langlaufen, Winterwandern, Rodeln, Eisstockschießen, Schneeschuhwandern, Skitouren gehen oder Pferdeschlittenfahrten.  Hüttschlag ist im sanften Wintertourismus mit seinen unzähligen Skitourenmöglichkeiten inzwischen zum Geheimtipp geworden.

### Verkehr
Entlang der Tauernautobahn A10 bis zur Ausfahrt Bischofshofen. Entlang der B311 bis nach St. Johann im Pongau. Anschließend entlang der Großarler Landesstraße L109 nach Großarl und weiter bis Hüttschlag. Zwischen St. Johann (Bahnstation) und Hüttschlag verkehren Linienbusse.

## Persönlichkeiten

### Söhne und Töchter der Gemeinde
- Franziska Huttegger (* 1. März 1906[9] in Hüttschlag; † 1. Juni 1937[10] ebenda), Heimat-Schriftstellerin[11]